# Józef Andrzej Załuski

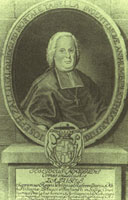
Józef Andrzej Załuski.

Józef Andrzej Załuski (12 de enero de 1702-9 de enero de 1774) fue un sacerdote católico polaco, el obispo de Kiev, promotor de la ciencia y la cultura, y conocido bibliófilo. Un miembro de la nobleza polaca (szlachta) del escudo de armas de Junosza, tal vez es más famoso por ser el fundador de la Biblioteca Załuski, una de las más grandes colecciones de libros del siglo XVIII en el mundo Archivado el 9 de diciembre de 2013 en Wayback Machine.
Junto con su hermano Andrzej Stanisław Załuski fue criado por sus tíos (Andrzej Chryzostom Załuski, obispo de Warmia, y Ludwik Załuski, obispo de Płock). Józef fue educado en la Mancomunidad de Polonia-Lituania (Varsovia, Gdansk, Cracovia), así como en el extranjero (Sorbona en París). Obtiene las Órdenes Sagradas en 1727. En su carrera fue Gran Refrendario de la Corona en 1728 y canónigo de Cracovia. Como defensor del rey Estanislao I Leszczynski lo acompañó a Francia en 1730, donde fue capellán real en la corte real de la esposa de Leszczyński, la Reina Catalina Opalinska. Él controló algunos de los bienes de la Iglesia en Francia, después de su regreso a Polonia se convirtió en el abad de Wąchock. En 1759 se convirtió en el obispo de Kiev y en 1762 dirigió el sínodo de la diócesis. 
Fue activo en la agitada escena política de Polonia y se opuso al reinado de Estanislao II Poniatowski, así como la injerencia del Imperio ruso, en asuntos nacionales de Polonia. Para que, en 1767 (en la Repnin Sejm) fue detenido por el embajador ruso Nicolás Repnin, y hasta 1773 fue encarcelado en Kaluga, Rusia.
Fue un miembro importante de la Ilustración en Polonia, uno de los fundadores de la Sociedad Literaria de Polonia (Towarzystwo Literatów) en 1765. Apoyó al escritor Benedykt Chmielowski , al historiador Gottfried Lengnich, y patrocinó la publicación de muchos libros y revistas extranjeras. También fue un traductor de sí mismo (él mismo tradujo obras de teatro suyas al francés). También fue el autor de las obras de los campos de la teología, la historia y la biblioteca de la ciencia (Biblioteca poetarum Polonorum (1752, 1754), Bibliotheca Polona magna universalis (manuscrito destruido en 1944)). 
Después de su muerte, el obispado de Kiev fue ocupado por Ignacy Franciszek Ossoliński .

## La Biblioteca de los hermanos Załuski

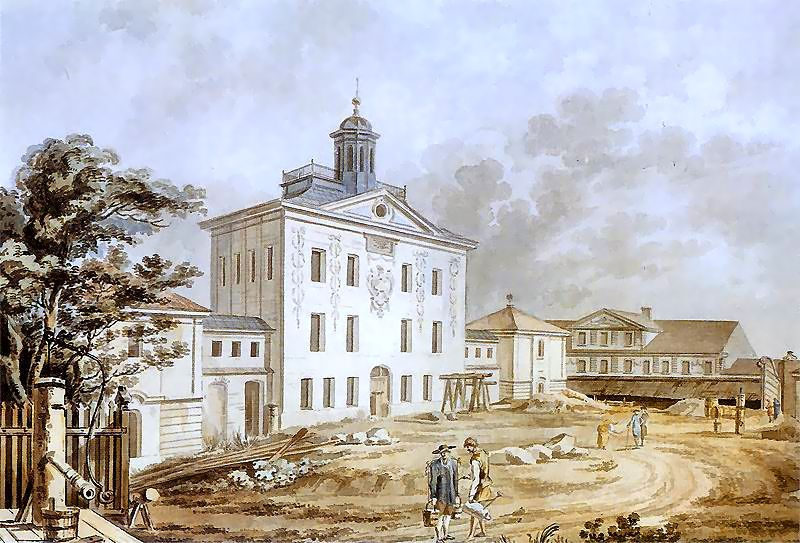
Biblioteca Załuski — Primera Biblioteca Pública Polaca.

La mayor pasión de los hermanos Załuski fueron los libros. Junto con su hermano Andrzej Stanisław Załuski (1695-1758, obispo de Cracovia y canciller de la corona) obtuvo las colecciones de bibliófilos tales como los polacos Jakub , Krzysztof Opaliński, Tomasz Ujejski, Janusz Wiśniowiecki, Jerzy Mniszech y Jan III Sobieski. A partir de 1730 tenían previsto la creación de una biblioteca y en 1747 los hermanos fundaron la Biblioteca Załuski (Biblioteka Załuskich), considerada como la primera biblioteca pública de Polonia , y una de las mayores bibliotecas en el mundo contemporáneo  Archivado el 9 de diciembre de 2013 en Wayback Machine.. En toda Europa sólo había dos o tres bibliotecas que podrían enorgullecerse de tener una colección de libros . Ubicada en el Palacio de Daniłowiczowski en Varsovia , es una de las mejores bibliotecas del mundo, con una colección de cerca de 400,000 artículos impresos y manuscritos. 
También acumuló una colección de arte, instrumentos científicos, y de especímenes de animales y plantas. Después de su muerte, la recién formada Comisión Nacional de Educación se hizo cargo de la biblioteca, que le cambio el nombre a la Biblioteca de los hermanos Załuski de la República. Veinte años más tarde en 1794, después de la segunda partición de Polonia, las tropas rusas, por orden de Catalina II de Rusia, saquearon la biblioteca  Archivado el 9 de diciembre de 2013 en Wayback Machine. , y llevó la colección a San Petersburgo, donde la Biblioteca Pública del Imperio se formó un año más tarde  Archivado el 9 de diciembre de 2013 en Wayback Machine..